# Rehan Anjum
Rehan Anjum (* 23. Oktober 1986) ist ein pakistanischer Leichtathlet, der sich auf den Stabhochsprung spezialisiert hat.

## Sportliche Laufbahn
Erste internationale Erfahrungen sammelte Rehan Anjum im Jahr 2016, als er bei den Südasienspielen in Guwahati mit übersprungenen 4,60 m die Bronzemedaille hinter Ishara Sandaruwan und dem Inder Sonu Saini gewann. 2019 nahm er dann an den Militärweltspielen in Wuhan teil und belegte dort mit 4,80 m den fünften Platz.
In den Jahren 2013, 2015 sowie 2017 und 2018 wurde Anjum pakistanischer Meister im Stabhochsprung.